# 鹿砦社
鹿砦社（ろくさいしゃ）は、兵庫県西宮市に本社を置く日本の出版社。

## 沿革
1969年、東京都千代田区神田駿河台で創業。1972年、株式会社化。社名の「鹿砦」は逆茂木のことであり、マルクスの著作の『マルクス軍事論集』に、山岳でのゲリラ戦に使う木の枝で組んだバリケードとして登場している。
1980年代までは関連会社「エスエル出版会」と共に新左翼関係の書籍を手がけていたが、その後は「言論の自由、表現の自由の限界への挑戦」をモットーに、主としてパチンコ業界、相撲業界、細木数子や落合信彦の経歴、ジャニーズ事務所などの暴露ネタを取り上げた図書を多数刊行し、ネットが普及する以前の時代において著名人や団体の醜聞を暴露する数少ないチャンネルとなる暴露本で有名になった。
日本相撲協会、大阪市立大学講師、アルゼとバーニングプロダクションから名誉毀損で訴えられているほか、『ジャニーズおっかけマップ』『ジャニーズ・ゴールド・マップ』『タカラヅカおっかけマップ』が、タレントの実家や自宅の所在地やその場所を示す地図と自宅等の写真を含む個人情報を掲載したことにより、ジャニーズ、宝塚歌劇団からもプライバシー侵害で訴えられ出版差止となった。
2005年の社長松岡利康の逮捕（後述）で出直しを余儀なくされ、2006年から2010年秋までは東京都千代田区の（自社ビルではなく）雑居ビルに拠点を移していた（1969年に創設されてから、松岡が社長に就任するまでの本社所在地でもある）。
また、2005年7月までの間、取材対象者のうち鹿砦社が「正しき者」と認定した者が自らの意思で買い取りに乗り出すという形を借りた、いわゆる「見返り出資」なるものが存在した（後述）。
EXILE TRIBEやジャニーズの写真集などを本人（LDHやジャニーズ事務所）に許可をとらずに、販売している。もちろん非公式である。
暴力団とのつながりを指摘されることが多いが、これは子会社のエスエル出版会の契約社員であるハイセーヤスダ（編集／ライター）が、2010年からマイウェイ出版の「実話ドキュメント」に関わっていることが起因しており、鹿砦社そのものは暴力団の支援を受けていないとされている。
「反原発」の色彩が強いマガジン『NO NUKES voice』（季刊　「紙の爆弾」増刊、2014年8月創刊。反原発を掲げる「たんぽぽ舎」とのコラボレートマガジン）に力を注いでいた。2016年、運動方針を巡って首都圏反原発連合（反原連）と衝突した事を理由に、反原連や対レイシスト行動集団（当時は「レイシストをしばき隊」）に批判的な立場に転じた。
「しばき隊リンチ事件」に関する詳細な情報を入手したことを機に、しばき隊、カウンター界隈における暴力性を批判するシリーズを刊行し、関係者から訴えたり、逆に訴えたりしている。

## 出版物
主な定期刊行物
- 『紙の爆弾』
- 『季節』（旧名：NO NUKE voice、『紙の爆弾』増刊）
- 『J-GENERATION（旧：Jマニア）』

主な書籍
- 『鹿砦社LIBRARY』
- 田中宏和『SEALDsの真実―SEALDsとしばき隊の分析と解剖』『しばき隊の真実―左翼の劣化と暴力化』
のちに松岡は田中と思想の違いを巡って衝突し、この両書を絶版とした。
- 木山将吾『SMAPへ - そして、すべてのジャニーズタレントへ』

## 名誉毀損訴訟事件

### 社長逮捕から公判まで
2005年7月12日、社長の松岡利康が名誉毀損の疑いで神戸地方検察庁に逮捕された。発行物およびウェブサイトで、パチンコ会社のアルゼ（現ユニバーサルエンターテインメント）社長・岡田和生を中傷したというのが容疑の内容だった。名誉毀損での逮捕は当時異例であった。鹿砦社は家宅捜索を受け、業務に必要な書類をことごとく押収されたため、事実上壊滅状態になった。しかし、社員や支援者団体等の尽力で、『紙の爆弾』など一部の刊行物は残った。こののち、鹿砦社発行の『アルゼ王国の闇』シリーズなどを買い取り関連団体などに配布していたとして、アルゼのライバル会社であるSNKプレイモアが7月下旬に捜索を受けている。
2006年4月21日、神戸地方裁判所（佐野哲生裁判長）における論告求刑公判で、検察は松岡に懲役1年6か月を求刑した。
第二次世界大戦後では、出版社やその責任者が名誉毀損として刑事訴訟の対象となるのは異例で、他には 1976年の月刊ペン事件、1995年の噂の真相事件しかなく、本件で3例目である。鹿砦社側は「言論の自由、表現の自由を侵害する弾圧、もとい治安維持法を60年の眠りから蘇らせようとする暴挙が生んだ冤罪であり遺憾」として無罪を主張した。2020年、懲役1年2か月、執行猶予4年の有罪判決。

### 判決
神戸地裁の佐野哲生裁判長は松岡に懲役1年2か月（同年7月4日付）、執行猶予4年の有罪判決を下した。判決では「表現の自由に名を借りた言葉の暴力と言わざるを得ない」「被告の行為は公共性、公益性を著しく軽視したものだ」とアルゼ側の言明・主張を完全に認めたものとなっている。7月12日、松岡は控訴し、2007年2月27日、大阪高等裁判所は一審判決を支持。松岡は翌日に上告したが、同年6月25日、最高裁判所は、一審・二審判決を完全に支持し、松岡の有罪が確定した。その後の2007年7月27日には、『アルゼ王国の闇』シリーズを買い取り、配布していたサミーおよびSNKプレイモアがアルゼから訴訟提起されている。
2010年6月、執行猶予期間満了。

### 再告訴され不起訴処分
2007年10月-11月頃、旧アルゼ創業者オーナーから「名誉毀損」「業務妨害」等についての刑事告訴がされ、さらに、2010年、旧「鹿砦社裁判を支援する会」代表世話人、事務局長ら3人からも告訴状が出されたが、前者は2010年12月27日に不起訴処分が決定、後者も2011年6月20日に不起訴処分とされた。

### 月刊「紙の爆弾」の「ペンのテロリスト」宣言
2015年4月7日、松岡社長の逮捕でさまざな支援を受け、ついに創刊10年を突破した「紙の爆弾」創刊10周年パーティが、一般のファンも集めて大々的にたんぽぽ舎で行われ、右翼の鈴木邦男や、元共産主義者同盟赤軍派議長塩見孝也もお祝いにかけつけた。ここで松岡社長は「紙の爆弾」の創刊号に書かれた「ペンのテロリスト宣言」を今後も持続し、月刊「紙の爆弾」が「タブーのないラディカルスキャンダル雑誌」であり続けると宣言した。

## 「しばき隊リンチ事件」を巡る裁判
しばき隊リンチ事件をめぐり、送検、不起訴となった李信恵が、しばき隊リンチ事件の被害者を支持し李やその支援者を批判する出版する書籍を発行し続けるする鹿砦社に対して「鹿砦社はクソ」などとツイートしたため、鹿砦社は李に対し民事訴訟を提起、その反訴を受ける形で別途李からに鹿砦社に対し損害賠償と出版物の差し止めを求める民事訴訟を起こされた。
鹿砦社が李信恵を訴えた訴訟においては、一審、二審ともに勝訴、李が上告を取り下げたことにより、10万円の賠償を命じる一審判決が確定した
鹿砦社を訴えた裁判では一審で鹿砦社に対して165万円の支払いとデジタル鹿砦社通信の該当記事の削除を命じる判決が下されたが鹿砦社は控訴し、控訴審では賠償額を賠償を110万円に減額された判決が言い渡され確定した。
これに関連し、「しばき隊」メンバーだった元鹿砦社社員に対しても訴えを起こし反訴されている。